# Jan Makuch
Jan Makuch (ur. 4 czerwca 1815 w Szaflarach, zm. 14 listopada 1876 w Mogilanach), ksiądz rzymskokatolicki, działacz niepodległościowy, poseł do Sejmu Ustawodawczego w Kromieryżu.

## Życiorys
Urodził się w rodzinie chłopskiej, był synem Jana i Agnieszki z domu Kolat. Uczył się w szkołach ludowych w Szaflarach i Nowym Targu. Naukę w szkole średniej pobierał Podolińcu na Spiszu. Gimnazjum ukończył w Królestwie Polskim. Następnie uczył się w seminarium we Lwowie i Tarnowie. W 1838 uzyskał święcenia kapłańskie. Był kolejno wikarym w parafiach Żywcu (1838-1840) w Makowie (1840-1842), Chochołowie (1842-1843), Poroninie (1843-1844), Myślenicach (1844-1846) i Podegrodziu (1846), w Muszynie, w pow. myślenickim (1848-1853), Rzezawie (1853-1856), Wielopolu (1856-1857), Nockowej (1857-1859).
Od 1845 uczestniczył w konspiracji niepodległościowej w Myślenicach i okolicy, od 1846 na terenie Nowosądecczyzny – współpracował m.in. z Mikołajem Kańskim. W marcu 1846 został wydany przez chłopów w Podegrodziu a następnie aresztowany. W wyniku rozprawy przed Sądem Karnym we Lwowie,skazany został na 12 lat ciężkiego więzienia. Karę odbywał w twierdzy Spilberg w Brnie na Morawach.  Po wybuchu Wiosny Ludów, w 1848 został uwolniony na mocy amnestii cesarskiej. Poseł do Sejmu Konstytucyjnego w Wiedniu i Kromieryżu (10 l.ipca 1848 – 7 marca 1849), wybrany 19 czerwca 1848 w galicyjskim okręgu wyborczym Jordanów. W parlamencie należał do „Stowarzyszenia” skupiającego demokratycznych posłów polskich.
Proboszcz w Mogilanach (1860-1876). W 1861 z jego inicjatywy, za pieniądze z dobrowolnych składek ziemian i chłopów z Mogilan, Włosani, Konar, Kulerzowa, Chorowic i Bukowa zbudowano nowy budynek szkoły parafialnej w Mogilanach.